# Заворушення в Гуджараті (2002)

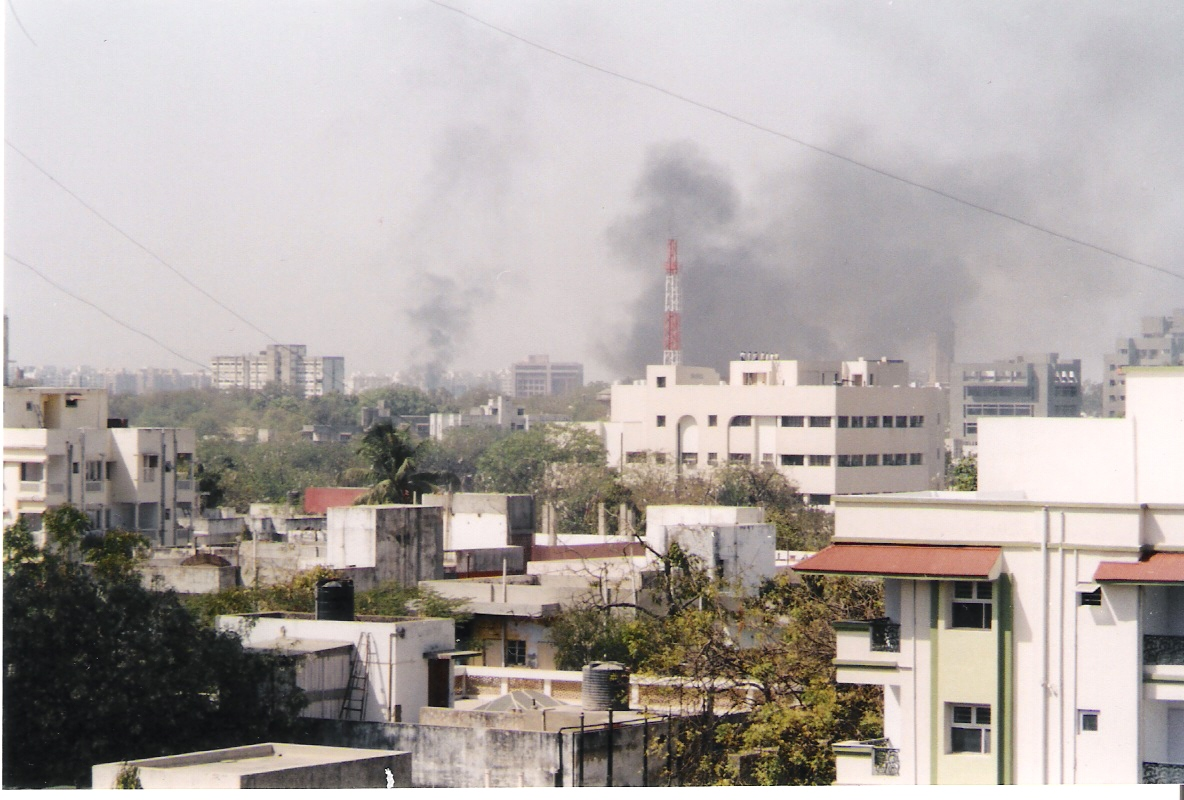
Гарячі будівлі та магазини в Ахмадабаді

Заворушення в Гуджараті — серія міжрелігійних зіткнень між радикальними індуїстами та мусульманами в індійському штаті Гуджарат, що відбулися у лютому-березні 2002 року. Найбільш жорстокі сутички сталися в Ахмадабаді.

## Привід
Приводом до погрому стала пожежа в пасажирському поїзді з паломниками індуїстів біля станції Годхра 27 лютого 2002 року. Тоді живцем згоріли 58 (за іншими даними 59) чоловік.
У підпалі був звинувачений мусульманин, мотивом якого була релігійна ворожість. Мусульмани заперечували звинувачення у навмисному підпалі, хоча визнавали, що зупинили поїзд, протестуючи проти того, як паломники-індуси насміхалися з мусульман-лоточників і носіїв. 
Багато паломників були членами праворадикальної організації Вішва Хінду Парішад, яка виступає за будівництво індуїстського храму в місті Айодг'я на місці зруйнованої індуїстськими шовіністами в 1992 році мечеті XVI століття. Індуси вважають, що мечеть Бабрі була збудована могольським імператором Бабуром на руїнах храму бога Рами і тепер на цьому місці необхідно збудувати індуїстський храм. Згодом індійський суд заборонив як відновлювати мечеть, так і зводити в Айодг'ї індуїстський храм. 

## Погром
Тисячі розлючених індусів, у тому числі старі, жінки та діти, попрямували до мусульманських кварталів міста і стали перевертати машини, бити вітрини та підпалювати будинки, що належать мусульманам. Під час погрому індуси ґвалтували мусульманок, потім заливали їм та їхнім дітям у горло гас і підпалювали. Багато тисяч покинули місця погромів. Найбільш жорстокі сутички сталися в Ахмадабаді. Незважаючи на введену в місті комендантську годину, поліції так і не вдалося зупинити численні акти вандалізму та мародерства.

## Підсумок
В результаті погрому загинуло понад 2000 мусульман, які були по-звірячому вбиті і спалені живцем. За даними уряду Індії було вбито 790 мусульман і 254 індуїсти, ще 223 людини зникли безвісти і ще 2500 отримали поранення. За даними правозахисних груп, влада не вжила належних заходів щодо запобігання насильству проти мусульман. Створена у 2010 році Верховним судом комісія для розслідування погромів не стала висувати кримінальних звинувачень проти головного міністра штату Нарендри Моді, який є одним із лідерів націоналістичної партії індуїстів Бхаратія Джаната. 2014 року Моді був обраний Прем'єр-міністром Індії. Тим не менш, багато хто досі впевнений, що Моді не докладав достатньо зусиль, щоб припинити насильство, і навіть опосередковано заохочував індусів.
Найближчим родичам кожного вбитого було виплачено 150 000 рупій ($3400).
У підпалі вагона звинувачували 94 людей — усі вони мусульмани, — але 63 були виправдані, зокрема Маулві Умарджі, який вважався головним призвідником. Суд визнав винними у підпалі потяга 31 особу. 11 осіб було засуджено до страти, решта 20 — до довічного ув'язнення. Згодом вирок для всіх учасників підпалу було пом'якшено до довічного ув'язнення.
У 2016 році суд Ахмадабада засудив до довічного ув'язнення 11 осіб за участь у масовому вбивстві мусульман. Ще 12 осіб засуджено до 7 років ув'язнення, а один до десятирічного ув'язнення. Засуджених визнано винними у вбивстві 69 мусульман.